# Sannerville
Sannerville là một xã ở tỉnh Calvados, thuộc vùng Normandie ở tây bắc nước Pháp.

## Dân số
| Năm | 1962 | 1968 | 1975 | 1982  | 1990  | 1999  | 2004  |
| --- | ---- | ---- | ---- | ----- | ----- | ----- | ----- |
| Dân số | 649  | 711  | 849  | 1 504 | 1 529 | 1 624 | 1 551 |
| From the year 1962 on: No double counting—residents of multiple communes (e.g. students and military personnel) are counted only once. |      |      |      |       |       |       |       |